# كارلوس هرنانديز (لاعب كرة قاعدة)
كارلوس هرنانديز (بالإسبانية: Carlos Hernández) هو لاعب كرة قاعدة فنزويلي، ولد في 12 ديسمبر 1975 في كاراكاس في فنزويلا.

## وصلات خارجية
- كارلوس هرنانديز على موقعبيزبول رفرنس.كوم (الدوري الرئيسي) (الإنجليزية)
- كارلوس هرنانديز على موقعبيزبول رفرنس.كوم (الدوري الثانوي) (الإنجليزية)
- كارلوس هرنانديز على موقع مشجعي الرسوم البيانية (الإنجليزية)